# Thrasydaios von Akragas
Thrasydaios (altgriechisch Θρασυδαῖος Thrasydaíos; † 472 v. Chr. in Megara Hyblaea) aus dem Geschlecht der Emmeniden war im 5. Jahrhundert v. Chr. für kurze Zeit Tyrann der antiken Städte Akragas und Himera auf Sizilien.
Er war der Sohn des Tyrannen Theron. Nach dem Tod seines Vaters 473/472 v. Chr. wurde er dessen Nachfolger. Während Theron den Ausgleich mit Hieron I. von Syrakus gesucht hatte, scheint das bei Thrasydaios nicht der Fall gewesen zu sein. Nach Pindar führte er eine Streitmacht gegen Hieron und wurde am Fluss Akragas besiegt. Er floh nach Megara, wurde dort aber hingerichtet.